# Crockerella crystallina
Crockerella crystallina é uma espécie de gastrópode do gênero Crockerella, pertencente à família Clathurellidae.